# Oriago
quando fu' sovraggiunto ad Oriaco,

ancor sarei di là ove si spira.

Corsi al palude, e le cannucce e 'l braco

m'impigliar sì, ch'i' caddi; e lì vid'io

delle mie vene farsi in terra laco.»
(Dante Alighieri, Purgatorio, V, 79-84)
Oriago è una frazione del comune di Mira, in provincia di Venezia. Con i suoi 10 745 abitanti, è la più popolosa frazione del comune (se si tiene conto che il capoluogo è ufficialmente suddiviso nei due sobborghi di Mira Taglio e Mira Porte). Fu comune autonomo fino al 1867.
È il secondo paese della Riviera del Brenta (sorge sul Naviglio) venendo da est.

## Origini del nome
Oriago era anticamente indicato come Aurilia (documenti del IX secolo), e poi come Aureliacus (994), Aurilagus (996), Auriglago (1077), Portu Orlaci (1143)  e Urgiago (1295). Sulla base di queste considerazioni, il toponimo dovrebbe essere messo in relazione al nome latino Aurelius, forse un proprietario terriero (i cui possedimenti erano detti, nel complesso, praedium Aureliacum) o da avvicinare alla via Aurelia (qui vi giungeva una sua diramazione).
Si noti che la desinenza -ago è frequente in tutto il Veneto (si osservino, ad esempio, i casi delle vicine Borbiago e Chirignago). Riguardo a ciò, qualche studioso (come Cesira Gasparotto) vi ha individuato la parola lacus "lago", da collegare ad uno specchio d'acqua o ad una palude.

## Storia
In passato la zona di Oriago era paludosa, in continuità con la vicina Laguna Veneta. Il suo territorio fu alle dipendenze dell'abbazia di Sant'Ilario.
Nel 1298 dei sicari uccisero ad Oriago Jacopo del Cassero, acerrimo avversario degli Estensi, mentre da Venezia cercava di raggiungere Milano di cui era stato eletto podestà. L'episodio fu citato da Dante nel V canto del Purgatorio (v. citazione sopra).
Oriago rappresentava l'ultima piazzaforte padovana della Riviera del Brenta prima di entrare nei territori della Serenissima e fu per questo al centro di continui combattimenti. Si sa che nel 1360 Francesco Da Carrara, signore di Padova, vi fece erigere una fortezza, ricostruita poi nel 1378 dopo che i Veneziani lo costrinsero ad abbatterla.

## Monumenti e luoghi d'interesse

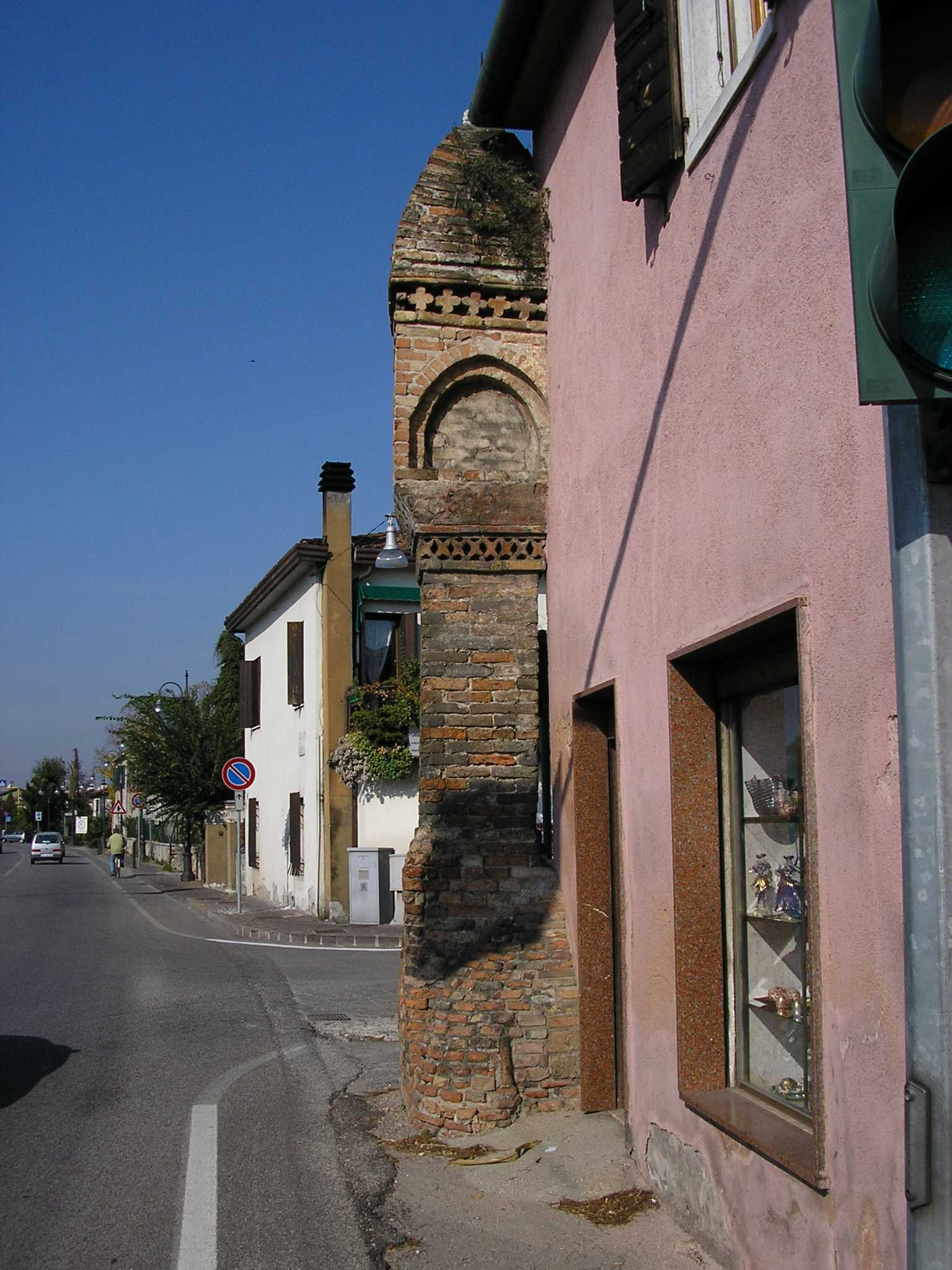
Il Termine

All'ingresso di Oriago si trova un cippo di mattoni, chiamato "il Termine", che dal 1375 al 1405 servì per segnare il confine tra i territori di Padova e la Repubblica di Venezia.
La parrocchiale principale, intitolata a santa Maria Maddalena, fu iniziata nel XV secolo e modificata nel Cinquecento. A navata unica con cappelle laterali, conserva una tela attribuita a Francesco Vecellio. 

La seconda chiesa parrocchiale della frazione, intitolata a san Pietro apostolo e di architettura novecentesca, si trova lungo la sponda sud del naviglio del Brenta. Qui, ogni seconda domenica del mese alle ore 16.00, viene celebrata la Messa tridentina in latino.
Come tutta la Riviera del Brenta, nel paese sorgono numerosissime ville venete. Si ricordano:
- Villa Allegri von Ghega (XVI secolo), dove soggiornò il generale Josef Radetzky;.[11]
- Villa Mocenigo (XVIII secolo), ora una delle sedi dell'Università "Ca' Foscari" di Venezia;[12]
- Palazzo Moro (XV secolo);[13]
- Villa Gradenigo (XVI secolo), con affreschi attribuiti a Benedetto Caliari, fratello del Veronese.[14]

## Cultura

### Università
La già citata Villa Mocenigo è stata una delle sedi della Facoltà di Economia dell'Università Ca' Foscari di Venezia. Riguardava in particolare i corsi in Economia e Gestione dei Servizi Turistici, in Economia dei Sistemi Turistici, il master in Economia del Turismo e il centro di ricerca CISET.

## Infrastrutture e trasporti

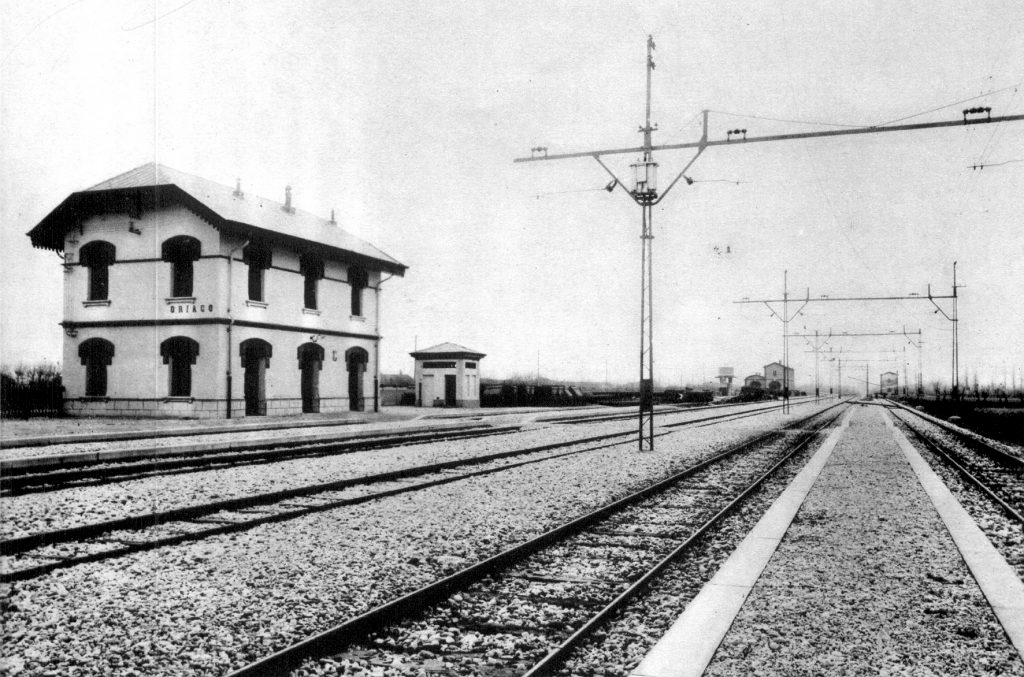
Stazione ferrotranviaria di Oriago nel 1931.

### Strade
Servita dal casello Mira-Oriago dell'Autostrada A57 "Tangenziale di Mestre", Oriago ha storicamente utilizzato quale principale via di comunicazione il Brenta e la sua riviera.
Inoltre, lungo la riviera, Oriago è attraversata dalla ex Strada statale 11 Padana Superiore (SS 11) ora strada regionale 11 Padana Superiore (SR 11) che attraversa da ovest ad est la parte settentrionale (superiore) della Pianura Padana iniziando da Torino e terminando a Venezia.

### Ferrovie
La Stazione di Oriago è posta sulla ferrovia Adria-Mestre ed è servita dalle corse regionali svolte da Sistemi Territoriali nell'ambito del contratto di servizio stipulato con la Regione del Veneto.
Dal 1885 al 1954 la città fu attraversata dalla tranvia Padova-Piove di Sacco delle Guidovie Centrali Venete (gruppo Società Veneta), che nel 1918 fu elettrificata e nel 1931 vide proprio a Oriago la realizzazione di una variante di percorso che portò il binario tranviario a percorrere un tratto in affiancamento alla ferrovia, la cui stazione vide alcuni binari dedicati alle corse tranviarie.

### Mobilità urbana
I trasporti urbani e interurbani di Oriago vengono svolti con autoservizi di linea gestiti da ACTV.